# Tannhäuser
Tannhäuser und der Sängerkrieg auf Wartburg er en opera i tre akter med musik og tekst af Richard Wagner. Operaen er baseret på de germanske legender om sangerkrigen på Wartburg: Die Mähr von dem Ritter Tannhäuser, Der Sängerkrieg auf der Wartburg og Die heilige Elisabeth. Historien handler om kampen mellem helligt og profant og forløsning gennem kærlighed (et tema, der løber gennem næsten alle Wagners modne værker).
Tannhäuser er født omkring 1200 og er minnesanger, af hvem man har bevaret flere letsindige og glade kærlighedsballader samt en angrende "Busslied" (bodssang), der afviger stærkt fra dem i stemning. Man ved intet sikkert om Tannhäusers liv, men mener, at han har foretaget en rejse til Jerusalem som enten korsfarer eller pilgrim. Også de øvrige minnesangere i operaen er historiske: Walther von der Vogelweide regnes for den største tyske middelalderdigter og Wolfram von Eschenbach for den største epiker. Han skrev verseposet Parzival, der dannede grundlag for Wagners egen Parsifal.

## Komposition

### Den oprindelige version
Heinrich Heine havde inspireret Wagner til Der fliegende Holländer, og Wagner trak på samme kilde til handlingen i Tannhäuser. Heines digt Elementargeister fortæller om Venus' lokkende grotte og blev offentliggjort i 1837 i Die Salon. Wagner benyttede desuden materiale fra E.T.A. Hoffmann og Ludwig Tieck. Wagner skrev et prosaudkast til Tännhauser mellem juni og juli 1842 og havde udarbejdet en libretto i april 1843.
Librettoen til Tannhäuser kombinerer den tyske operas mytologiske elementer med den franske grand opéras middelalderhistorie. Wagners plot involverer det 14. århundredes minnesanger og myten om Venus og hendes rige Venusbjerg. Både det historiske og mytologiske er forenet i Tannhäusers personlighed; selv om han er en historisk digterkomponist, ved man kun lidt om ham udover de myter, der omgiver ham. Halvdelen af operaen foregår i historiske rammer, mens den anden halvdel finder sted i det mytologiske Venusbjerg.
Wagner begyndte at komponere musikken under en ferie i Teplitz i sommeren 1843 og afsluttede det fulde partitur den 13. april 1845. Operaens berømte ouverture, der ofte spilles separat som et koncertstykke, blev skrevet til sidst. Instrumenteringen viser tegn på lån fra fransk operastil. Partituret foreskriver brug af blæsere på scenen; Wagner bruger dog tolv tyske valdhorn. Wagner bruger desuden harpe, som også er et populært instrument i fransk opera.

#### Dresdenpremieren
Den første forestilling blev givet på Det Kongelige Teater i Dresden den 19. oktober 1845. Komponisten Ferdinand Hiller, dengang en ven af komponisten, bistod med forberedelserne til den musikalske produktion. Rollen som Elisabeth blev sunget af Wagners niece Johanna Wagner. Wagner havde haft til hensigt at holde premieren på hendes 19-års-fødselsdag den 13. oktober, men hun blev syg, og forestillingen måtte udsættes seks dage. Venus blev først sunget af Wilhelmine Schröder-Devrient, og titelrollen af Joseph Tichatschek. Forestillingen blev dirigeret af komponisten selv. Tannhäuser var ikke den succes, Rienzi havde været, og Wagner begyndte næsten med det samme at ændre slutningen og arbejdede med partituret i 1846 og 1847.
Denne version af operaen, der blev revideret til offentliggørelse i 1860 (herunder med nogle ændringer i det endelige partitur) kendes som "dresdenversionen".

### Pariserversionen
Wagner ændrede operaen væsentligt i forbindelse med opførelsen på operaen i Paris i 1861 som ønsket af den franske kejser Napoleon III på foranledning af Pauline von Metternich, der var hustru til Østrigs ambassadør i Paris. Denne revision danner grundlag for, hvad der nu er kendt som "pariserversionen".
Wagner havde håbet, at værket kunne få parisisk premiere på Théâtre Lyrique, men da det skulle opføres på operaen var komponisten forpligtet til at indføje en ballet i partituret i henhold til husets traditioner. Wagner gik ind på denne betingelse, da han mente, at en succes på operaen ville være en vigtig mulighed for at genetablere sig efter sit eksil fra Tyskland. Men i stedet for at spille balletten i anden akt, som traditionen foreskrev, valgte han at placere den i første akt, hvor det gav dramatisk mening, idet dansen skulle repræsentere det sensuelle i Venus' rige: Dansen var udtryk for et bakkanal.
Ændringerne i pariserversionen omfattede herudover:
- Teksten blev oversat til fransk
- En solo for Walther blev fjernet fra anden akt
- Yderligere tekst for Venus blev tilføjet efter Tannhäusers "hymne til kærligheden"
- Den orkestrale indledning til tredje akt blev afkortet
- Slutningen af operaen blev omdannet, så den også omfattede Venus på scenen, hvor publikum før kun hørte Venus' motiv. Wagner mente, at publikum før ændringen var forvirret over, hvad der foregik på scenen.

#### Pariserpremieren
Tannhäuser blev først opført i Paris den 13. marts 1861. Komponisten havde været dybt involveret i forberedelserne, og der havde været afholdt 164 prøver, men et alvorligt angreb på operaen var planlagt af medlemmerne af den velhavende og aristokratiske "Jockey Club". De havde for vane at ankomme til operaen før balletten i anden akt og så ofte forlade huset, når balletten var forbi. De protesterede mod Wagners ballet i første akt, da det betød, at de for at se balletten måtte være til stede fra begyndelsen af operaen. Desuden brød de sig ikke om Prinsesse von Metternich, der havde fremmet forestillingerne, og hendes hjemland Østrig. Medlemmerne af klubben førte an i protesterne fra tilskuerrækkerne med fløjter og piber. Ved den tredje opførelse den 24. marts, førte tumulterne til flere afbrydelser på op til femten minutter ad gangen. Wagner fik derfor taget operaen af plakaten efter den forestilling. Wagner opgav da håbet om at etablere sig i Paris, der på daværende tidspunkt var operaverdenens centrum.
Et par yderligere ændringer blev indført i Tannhäuser før en forestilling i Wien i 1875, der blev gennemført under Wagners tilsyn. Wienerversionen er den version, der normalt anvendes, hvis man ikke spiller dresdenversionen.
Wagner var utilfreds med operaen. Tre uger før han døde, bemærkede hans kone Cosima i sin dagbog: "Han siger, at han stadig skylder verden en Tannhäuser" (23. januar 1883).

### Andre premierer
De første opførelser af Tannhäuser i andre byer blev givet som følger:

#### "Dresdenversionen"
- Riga: 18. januar 1853, den første opførelse i udlandet
- Prag: 25. november 1854
- New York: 4. april 1859, City Theatre, første opførelse i USA
- Bologna: 1872, Teatro Communale, første opførelse i Italien
- London: 6. maj 1876, Covent Garden, første opførelse i England
- Sydney: 14. januar 1901, Kongelige Teater, første opførelse i Australien

#### "Pariserversionen"
- New York: Metropolitan Opera, 30. januar 1889
- London: Covent Garden, 15. juli 1895

## Roller
Bemærk:
- Selv om libretto og partitur altid bruger navnet Tannhäuser i regibemærkningerne i forbindelse med titelrollen eller i angivelser af, hvilke passager denne skal synge, forekommer navnet aldrig som en del af de sungne tekster. De øvrige personer henvender sig til Tannhäuser ved at bruge navnet Heinrich.

| Rolle | Stemmetype                | Originalbesætning 20. oktober 1845 (Dirigent: Richard Wagner) | Besætning ved premieren på den reviderede udgave 1861 (Dirigent: Pierre-Louis Dietsch) |
| --- | ------------------------- | ------------------------------------------------------------- | -------------------------------------------------------------------------------------- |
| Tannhäuser, en minnesanger | Tenor                     | Josef Aloys Tichatschek                                       | Albert Niemann                                                                         |
| Elisabeth, landgrevens niece | Soprano                   | Johanna Wagner                                                | Marie Sass                                                                             |
| Venus | Soprano eller mezzosopran | Wilhelmine Schröder-Devrient                                  | Fortunata Tedesco                                                                      |
| Wolfram von Eschenbach , en minnesanger | Baryton                   | Anton Mitterwurzer                                            | Morelli                                                                                |
| Herrmann , landgreve af Thüringen | Bas                       | Georg Wilhelm Dettmer                                         | Cazaux                                                                                 |
| Walther , en minnesanger | Tenor                     | Max Castle                                                    | Aimes                                                                                  |
| Biterolf, en minnesanger | Bas                       | Johann Michael Wächter                                        | Coulon                                                                                 |
| Henrik der Schreiber, en minnesanger | Tenor                     | Anton Curty                                                   | König                                                                                  |
| Reinmar af Zweter , en minnesanger | Bas                       | Karl Risse                                                    | Freret                                                                                 |
| En ung hyrde | Sopran                    | Anna Thiele                                                   | Reboux                                                                                 |
| Fire ædle pager | Sopran, alt               |                                                               |                                                                                        |
| Stormænd, riddere, damer, pilgrimme, sirener, najader, nymfer. I pariserversionen også bakkantinder, tre gratier, unge, amoriner, satyrer og fauner |                           |                                                               |                                                                                        |

## Synopsis
Sted: Nær Eisenach
Tid: Tidligt i det 13. århundrede

### Første akt
Venusbjerget (Hörselberg, "Frau Holda", i Thüringen i nærheden af Eisenach), hvor Tannhäuser holdes fangen af sin kærlighed til Venus. Operaen åbner med en ballet, der illustrerer et bakkanal i Venusbjerget. Efter orgiet længes Tannhäuser efter frihed, forår og lyden af kirkeklokker, men han samler atter sin lyre op og hylder gudinden i en lidenskabelig kærlighedssang, som han afslutter med et oprigtigt ønske om at få lov til at gå. Da Venus igen forsøger at charmere ham, erklærer han: "Mein Heil liegt in Maria!". Disse ord bryder stedets vanhellige magi, og Venus og hendes ledsagere forsvinder, og Tannhäuser befinder sig pludselig lige under Wartburg. Det er forår, en ung hyrde sidder på en klippe og spiller en ode til foråret; pilgrimme går i en procession forbi Tannhäuser, som står ubevægelig, hvorefter han synker i knæ, overvundet af taknemmelighed. Han opdages af landgreven og hans følgesvende, Wolfram, Walter, Biterolf, Reinmar og Heinrich. De byder glade den unge sanger velkommen, som oprindelig var flygtet fra hoffet, fordi han skammede sig over at være blevet overgået i en sangkonkurrence. Han nægter indledningsvis at slutte sig til dem, men da Wolfram oplyser ham om, at hans sang har vundet Elisabeth for ham, formildes han og følger landgreven og sangerne til Wartburg.

### Anden akt
Wartburg-hallen. Elisabeth har levet isoleret fra verden, siden Tannhäuser forsvandt. Da hun hører om hans tilbagevenden, accepterer hun glad at være til stede ved en præmiesangkonkurrence og kommer ind i hallen. Wolfram fører Tannhäuser til hende. Han elsker hende, men tør ikke fortælle hende det onde, han har gjort. Landgreven og Elisabeth modtager gæsterne, der er kommet for at overvære konkurrencen; de er adelsmænd i rige dragter. Landgreven kundgør, at emnet for sangkonkurrencen bliver "kærlighedens vækkelse". Elisabeth vil indfri et ønske for sejrherren, uanset hvad det måtte være. Wolfram synger som den første og erklærer, at kærlighed er som en ren strøm, der aldrig må forstyrres. Tannhäuser svarer, at han kun finder den højeste kærlighed i sansernes tilfredsstillelse. De øvrige sangere støtter Wolfram. Tannhäuser svarer hver enkelt og til sidst i stigende spænding svarer han Wolfram med en kærlighedssang til Venus, og erklærer, at hvis riddere ønsker at kende kærligheden, som den er, så skal de tage til venusbjerget. Alle kvinderne undtagen Elisabeth forlader salen i rædsel, og ridderne trækker sværdene mod Tannhäuser. Elisabeth beskytter ham, og da han udtrykker sin anger, tillader landgreven ham at slutte sig til en gruppe af pilgrimme, der skal til Rom, hvor han måske kan få tilgivelse fra paven.

### Tredje akt
Dalen i Wartburg om efteråret. Orkestermusikken beskriver Tannhäusers pilgrimsfærd. Elisabeth, der ledsages af Wolfram, falder på knæ i bøn. Hun spørger de tilbagevendende pilgrimme efter nyheder om Tannhäuser, men forgæves. Endnu en gang beder hun indtrængende og vender fortvivlet tilbage til Wartburg. Wolfram, der elsker hende med trofast hengivenhed, har en forudanelse om hendes død. (O du, mein holder Abendstern). Han ser en vaklende pilgrim i revet tøj for sig. Det er Tannhäuser, som fortæller Wolfram, at paven afviste hans bøn om syndsforladelse og erklærede, at chancerne for at blive tilgivet ikke er større end chancerne for at pavens stok skulle begynde at spire. Tannhäuser søger nu fortvivlet tilbage til bjerget og kalder på Venus, som dukker op og byder ham velkommen tilbage til sin hule. Pludselig får Wolfram øje på et ligtog på vej ned af bakken og ser de sørgende bære Elisabeths lig på en båre. Tannhäuser løber til hendes side og kollapser med ordene: "Heilige Elisabeth, bitte für mich!" ("Hellige Elisabeth, bed for mig!"). De yngre pilgrimme kommer ind og meddeler, at pavens stok er begyndt at spire. Tannhäuser har opnået Guds tilgivelse.

## Udvalgte uddrag
- Ouverture
- "Naht euch dem Strande" (venusbjergsmusik)
- "Geliebter, komm! Sieh dort die Grotte!"
- "Als du in kühnem Sange uns bestrittest"
- "Freudig begrüßen wir die edle Halle"
- "Beglückt darf nun dich, o Heimat, ich schauen" (pilgrimskoret)
- "Allmächt'ge Jungfrau, hör mein Flehen!"
- "Willkommen, ungetreuer Mann"
- "Heil! Heil! Der Gnade Wunder Heil!"
- "O Du, Mein Holder Abendstern"

## Trivia
- Tannhäuser er ligeledes titlen på Wikke & Rasmussens værkstedsdrama med Brødrene Bisp i den Voldsomme Volvo fra kult-TV-serien Sonny Soufflé Chok Show. Tannhäuser genudsendtes som en del af Motormagasinet på DR2 i efteråret 2004.
- Tannhäuser var også navnet på en kendt cocktailbar i Holbergsgade i København, hvor den excentriske indehaver, Jørgen Sømod, serverede udsøgte cocktails og drinks og specialiteter fra hele verden, medens Wagner-musik spillede fra højttalerne.

## Diskografi
- 1956 – Liveindspilning (Dresdenversionen) dirigeret af Karl Böhm. Gottlob Frick (landgreven), Rudolf Lustig (Tannhäuser), Marcel Cordes (Wolfram von Eschenbach), Karl Terkal (Walther von der Vogelweide), Philip Curzon (Biterolf), Karl Gustav Jehrlander (Heinrich der Schreiber), Ljubomir Pantscheff (Reinmar von Zweter), Leonie Rysanek (Elisabeth), Birgit Nilsson (Venus), Patricia Brinton (en ung hyrde). Orchestra e Coro del Teatro di San Carlo (Napoli). Melodram.
- 1994 – Liveindspilning (Pariserversionen) dirigeret af Zubin Mehta. Jan Hendrik Rootering (landgreven), René Kollo (Tannhäuser), Bernd Weikl (Wolfram von Eschenbach), Claes Håkan Ahnsjö (Walther von der Vogelweide), Hans Günther Nöcker (Biterolf), James Anderson (Heinrich der Schreiber), Gerhard Auer (Reinmar von Zweter), Nadine Secunde (Elisabeth), Waltraud Meier (Venus), Johannes Pohl (en ung hyrde). Chor und Orchester der Bayerischen Staatsoper. Serenissima.

## External links
- Richard Wagner: Tannhäuser. Et galleri med historiske postkort med motiver fra Richard Wagners operaer.
- Libretto
- Venusbjergsmusikken
- MP3 Optagelse af musikken (brug søgefeltet)
- Indspilninger af "Dich teure Halle" og "Allmächtge Jungfrau" af Lotte Lehmann
- Essay skrevet til San Francisco Opera af Thomas May Arkiveret 13. januar 2010 hos  Wayback Machine
- IMSLP Fuldstændige nodeblade (både versionen fra Dresden og fra Paris)
- Motormagasinet på DR2 Arkiveret 4. august 2004 hos  Wayback Machine
- Græsted Film